# Портер, Кэмерон
Кэ́мерон Бе́рнард По́ртер (англ. Cameron Bernard Porter; 23 мая 1993, Сентервилл, Огайо, США) — американский футболист, выступавший на позиции нападающего.

## Биография
Между 2011 и 2014 годами Портер обучался в Принстонском университете, где играл за университетскую команду в Национальной ассоциации студенческого спорта.
20 января 2015 года в третьем раунде Супердрафта MLS Портер был выбран под общим 45-м номером клубом «Монреаль Импакт». Подписан канадским клубом он был 7 февраля. Профессиональный дебют Кэмерона состоялся 24 февраля 2015 года в первом четвертьфинальном матче Лиги чемпионов КОНКАКАФ 2014/15 против мексиканской «Пачуки», закончившимся ничьей 2:2, где он вышел на замену на 81-й минуте вместо Доминика Одуро. В ответной игре на Олимпийском стадионе Монреаля 3 марта Портер забил свой первый гол в профессиональной карьере — выйдя на замену на 85-й минуте вместо Найджела Рео-Кокера, он поразил ворота соперника на 4-й минуте компенсированного времени ко второму тайму и установил окончательный результат матча 1:1, позволивший канадцам пройти в полуфинал турнира за счёт большего количества гостевых голов. 21 марта в матче второго тура сезона MLS 2015 против «Нью-Инглэнд Революшн» Кэмерон покинул поле в первом тайме из-за травмы левой ноги. Как выяснилось позже, у него произошёл разрыв передней крестообразной связки колена, из-за чего он был вынужден пропустить всю оставшуюся часть сезона.
12 июля 2016 года Портер был обменян на Амаду Диа в «Спортинг Канзас-Сити». За свой новый клуб Кэмерон дебютировал 24 июля в матче против «Сиэтл Саундерс». Первый гол за канзасцев он забил 19 октября в четвёртом туре группового этапа Лиги чемпионов КОНКАКАФ 2016/17 в ворота тринидадского «Сентрала». 1 августа 2017 года на тренировке Портер вновь тяжело травмировался, вследствие перелома малоберцовой кости правой ноги в сочетании с повреждением связок голеностопного сустава он выбыл до конца сезона. По окончании сезона 2017 «Спортинг» не стал предлагать игроку новый контракт.
29 января 2018 года Портер объявил о завершении карьеры футболиста.
Во время выступлений в MLS Портер совмещал футбольную карьеру с работой инженера-программиста в MLS Digital. После ухода из футбола Портер стал менеджером консалтинговой фирмы Hex Ventures, соучредителем которой он является.

## Статистика выступлений
| Выступление                      | Выступление      | Выступление      | Лига | Лига | Плей-офф | Плей-офф | Кубок | Кубок | КОНКАКАФ | КОНКАКАФ | Итого | Итого |
| Клуб                             | Лига             | Сезон            | Игры | Голы | Игры     | Голы     | Игры  | Голы  | Игры     | Голы     | Игры  | Голы  |
| -------------------------------- | ---------------- | ---------------- | ---- | ---- | -------- | -------- | ----- | ----- | -------- | -------- | ----- | ----- |
| Монреаль Импакт                  | MLS              | 2015             | 2    | 0    | 0        | 0        | 0     | 0     | 3        | 1        | 5     | 1     |
| Монреаль Импакт                  | MLS              | 2016             | 0    | 0    | —        | —        | 2     | 0     | —        | —        | 2     | 0     |
| Монреаль Импакт                  | Итого            | Итого            | 2    | 0    | 0        | 0        | 2     | 0     | 3        | 1        | 7     | 1     |
| Монреаль (фарм-клуб)             | USL              | 2015             | 4    | 0    | —        | —        | —     | —     | —        | —        | 4     | 0     |
| Монреаль (фарм-клуб)             | Итого            | Итого            | 4    | 0    | 0        | 0        | 0     | 0     | 0        | 0        | 4     | 0     |
| Спортинг Канзас-Сити             | MLS              | 2016             | 2    | 0    | 0        | 0        | —     | —     | 4        | 1        | 6     | 1     |
| Спортинг Канзас-Сити             | MLS              | 2017             | 1    | 0    | 0        | 0        | 1     | 0     | —        | —        | 2     | 0     |
| Спортинг Канзас-Сити             | Итого            | Итого            | 3    | 0    | 0        | 0        | 1     | 0     | 4        | 1        | 8     | 1     |
| Своуп Парк Рейнджерс (фарм-клуб) | USL              | 2016             | 1    | 0    | —        | —        | —     | —     | —        | —        | 1     | 0     |
| Своуп Парк Рейнджерс (фарм-клуб) | Итого            | Итого            | 1    | 0    | 0        | 0        | 0     | 0     | 0        | 0        | 1     | 0     |
| Всего за карьеру                 | Всего за карьеру | Всего за карьеру | 10   | 0    | 0        | 0        | 3     | 0     | 7        | 2        | 20    | 2     |

## Достижения
Клубные
 «Спортинг Канзас-Сити»
- Обладатель Кубка США: 2017